# Збірна Тунісу з хокею із шайбою
Збірна Тунісу з хокею із шайбою  — національна чоловіча збірна команда Тунісу, яка представляє країну на міжнародних змаганнях з хокею. Функціонування команди забезпечується Федерацією хокею Тунісу.

## Історія
Туніська федерація хокею була заснована у 2009 році, але ще не є членом ІІХФ. Національна збірна Тунісу провела свій дебютний матч 14 червня 2014 проти французького клубу з Курбевуа та зазнала поразки 5:6.